# Гура Ваиј (Валча)
Гура Ваиј (рум. Gura Văii) насеље је у Румунији у округу Валча у општини Бужорени. Oпштина се налази на надморској висини од 253 m.

## Становништво
Према подацима из 2002. године у насељу је живело 1092 становника.

### Попис2002.
| Расподела становништва по националности 2002.‍ | Расподела становништва по националности 2002.‍ | Расподела становништва по националности 2002.‍ | Расподела становништва по националности 2002.‍ | Расподела становништва по националности 2002.‍ |
| --------------------------------------------- | --------------------------------------------- | --------------------------------------------- | --------------------------------------------- | --------------------------------------------- |
|                                               |                                               |                                               |                                               |                                               |
| Румуни                                        | Румуни                                        |                                               | 1.017                                         | 93,1%                                         |
| Роми                                          | Роми                                          |                                               | 75                                            | 6,9%                                          |